# Diocese de Vilnius e Lituânia
A Diocese de Vilnius e Lituânia (em lituano: Vilniaus ir Lietuvos vyskupija, em russo:  Виленская и Литовская епархия) ou Igreja Ortodoxa na Lituânia (em russo:  Православная Церковь в Литве) é uma diocese da Igreja Ortodoxa Russa, que inclui as estruturas do Patriarcado de Moscou no território da República da Lituânia, com sede em Vilnius.

## Antecedentes históricos
A. V. Soloviov relata que já em 1317, o Grão-Duque Gediminas conseguiu uma redução na Metrópole do Grande Principado de Moscou.  A seu pedido, sob o Patriarca João Glykys (1315-1320), foi criada uma Metrópole Ortodoxa da Lituânia com sede em Maly Novgorod (Novogrudok). Aparentemente, aquelas dioceses que dependiam da Lituânia submeteram-se a esta metrópole: Turov, Polotsk e depois, provavelmente, Kiev.

## História

### No Império Russo
A diocese lituana da Igreja Russa foi estabelecida em 1839, quando uma decisão foi tomada em Polotsk em um concílio de bispos uniatas das dioceses de Polotsk e Vitebsk para se reunir com a Igreja Ortodoxa. Os limites da diocese incluíam as províncias de Vilna e Grodno. O ex-bispo uniata José (Semashko) tornou-se o primeiro bispo da Lituânia. A cátedra da diocese lituana foi originalmente localizada no Mosteiro Zhirovitski Dormition (Governorado de Grodno). Em 1845 o departamento foi transferido para Vilna. De 7 de março de 1898, foi chefiado pelo arcebispo Juvenal (Polovtsev) até sua morte em 1904.
Antes da Primeira Guerra Mundial, a diocese lituana consistia nos distritos de Vilna e Kovno: cidade de Vilna, distrito de Vilna, Trokskoe, Shumskoe, Vilkomirskoe, Kovno, Vileyskoe, Glubokskoe, Volozhinskoe, Disna, Druiskoe, Lida, Molodechenskoe, Myadelskoe, Novo-Aleksandrovskoe, Shavelskoe, Oshmyanskoe, Radoshkovichskoye, Svyantsanskoye, Shchuchinskoye.

### Diocese Ortodoxa Lituana
Após a Primeira Guerra Mundial e a inclusão da região de Vilna na Polônia, o território da diocese foi dividido entre dois países em guerra. A Igreja Ortodoxa da Polônia deixou a subordinação do Patriarcado de Moscou e recebeu autocefalia do Patriarca de Constantinopla. As paróquias da antiga província de Vilna tornaram-se parte da diocese de Vilna e Lida da Igreja Ortodoxa da Polônia, que era governada pelo arcebispo Teodósio (Feodosiev) .
O arcebispo de Vilna, Eleutério (Bogoiavlenski), resistiu à secessão e foi expulso da Polônia; No início de 1923, chegou a Kaunas para administrar os ortodoxos na Lituânia, sem renunciar aos direitos das paróquias que acabaram no território da Polônia.
Na República da Lituânia, a Diocese Ortodoxa Lituana permaneceu sob a jurisdição do Patriarcado de Moscou. De acordo com o censo geral da população de 1923, 22.925 ortodoxos viviam na Lituânia, principalmente russos (78,6%), também lituanos (7,62%) e bielorrussos (7,09%). Após a aprovação do Sejm em 1925, um salário estatal foi concedido ao arcebispo, seu secretário, aos membros do conselho diocesano e aos padres em 10 paróquias, embora 31 paróquias estivessem em funcionamento.
A lealdade do arcebispo Eleutério ao Lugar-tenente Patriarcal, Metropolita Sérgio (Stragorodski) (mais tarde Patriarca de Moscou) controlado pela URSS criou condições especiais para ele e para a diocese: em 1928, tendo chegado a Moscou, Eleutério foi elevado a metropolita; Em 30 de abril de 1931, foi nomeado administrador das paróquias russas do Patriarcado de Moscou na Europa Ocidental (as poucas que não se enquadravam na jurisdição do Metropolita Eulógio (Georgievski) e do Sínodo dos Bispos da ROCOR, Metropolita Antônio (Khrapovitsk)). Assim, Kaunas era o principal e único centro oficial de comando do Patriarcado de Moscou sobre a Ortodoxia Russa no exterior naquela época. Havia também a única instituição espiritual e educacional do Patriarcado de Moscou na década de 1930, os cursos pastorais.

### Diocese de Vilna da Igreja Polonesa
A diocese de Vilna da Igreja Ortodoxa Autocéfala da Polônia, chefiada pelo arcebispo de Vilna e Lida, Teodósio (Feodosiev), foi formada pelos decanatos das voivodias de Vilna e Novogrudok:
- Vilna
- Vilensko-Troksko
- Braslav
- Vileika
- Disna
- Molodechno
- Oshmyanskoye
- Postavy
- Volozhin
- Lidskoe
- Stolpetska
- Shchuchinskoye

Haviam 173 paróquias no total.

### Durante o período soviético (1939-1941)
Depois que a região de Vilna foi transferida para a Lituânia pela URSS, suas paróquias foram reunidas com a diocese lituana; Metropolita Eleutério mudou sua residência para Vilna. Quando a Lituânia foi incluída na URSS, a diocese lituana perdeu alocações orçamentárias, nacionalizou terras e edifícios.
Em janeiro de 1941, após a morte do metropolita Eleutério, o arcebispo Sérgio (Voskresenski) foi nomeado Metropolita da Lituânia e Vilna (desde 24 de fevereiro de 1941, também Exarca da Letônia e da Estônia), administrando os assuntos do Patriarcado de Moscou.

### Segunda Guerra Mundial
Após a ocupação da Lituânia pelas tropas alemãs em julho de 1941, o país, com exceção de uma pequena parte no sul, foi incluído no Reichskommissariat Ostland.
O metropolita Sérgio reviveu o Vicariato de Kovno. Em 1942, no Mosteiro do Espírito Santo em Vilna, ele abriu cursos pastorais que formavam sacerdotes tanto para os Estados Bálticos quanto para a “Missão Espiritual Ortodoxa nas Regiões Libertadas da Rússia” (abolida pelas autoridades soviéticas em março de 1945).
Sob circunstâncias não completamente esclarecidas, em 29 de abril de 1944, o Metropolita Sérgio (Voskresenski) foi morto; o vigário de Kovno, o arcebispo Daniel (Yuzviuk) tornou-se o administrador temporário do Exarcado do Báltico.

### Segundo período soviético (1945-1991)
A partir de janeiro de 1945, um representante autorizado do Conselho para os Assuntos da Igreja Ortodoxa Russa sob o Conselho de Ministros da URSS começou a trabalhar em Vilnius. Em março, o administrador temporário da diocese, o arcebispo Vasili (Ratmirov), reorganizou a administração da diocese.
Em julho de 1946, as relíquias dos mártires de Vilna, Antônio, João e Eustáquio, foram devolvidas ao Mosteiro do Espírito Santo. O Seminário Teológico Ortodoxo, inaugurado em outubro do mesmo ano, foi fechado em agosto de 1947 a pedido do Conselho de Ministros da RSS da Lituânia.
Em 1949, havia 60 igrejas registradas na diocese, das quais 44 eram paroquiais, 14 filiadas e 2 casas de oração; 48 sacerdotes, 6 diáconos e 15 salmistas; em Vilnius, havia o Mosteiro masculino do Espírito Santo e o Mosteiro feminino Mariinski com suas igrejas.
Em 1962, havia 52 igrejas (segundo o arcebispo, eram frequentadas por cerca de 7.045 fiéis), 33 padres, 3 diáconos, 16 salmistas. O Patriarcado de Moscou foi proibido de fornecer assistência material à diocese lituana. As igrejas foram fechadas em Kaunas (Voskresenskaia), Švenčioneliai e Jurbarkas (1962), em Vilnius (Alexandre Nevski, Piatnitskaia e St. Tikhon), em Pobiane (1963), em Karalishkiai e Marijampole (1964).
Em 1987, a Igreja de St. Tikhon em Vilnius foi devolvida aos ortodoxos. Em 19 de maio de 1989, o Conselho de Ministros da RSS da Lituânia cancelou a decisão de fechar o Convento Mariinski. Em 14 de fevereiro de 1990, o Conselho Supremo da RSS da Lituânia adotou a lei “Sobre o Retorno de Templos e Outros Edifícios às Comunidades Religiosas”, segundo a qual as igrejas Alexandre Nevski e Pyatnitskaya em Vilnius foram devolvidas aos ortodoxos.

## Status atual
Em maio de 2022, o Metropolita Inocêncio de Vilna e Lituânia dirigiu-se ao Patriarcado de Moscou com um pedido para conceder o status de Igreja autônoma à Igreja Ortodoxa na Lituânia.

## Estrutura

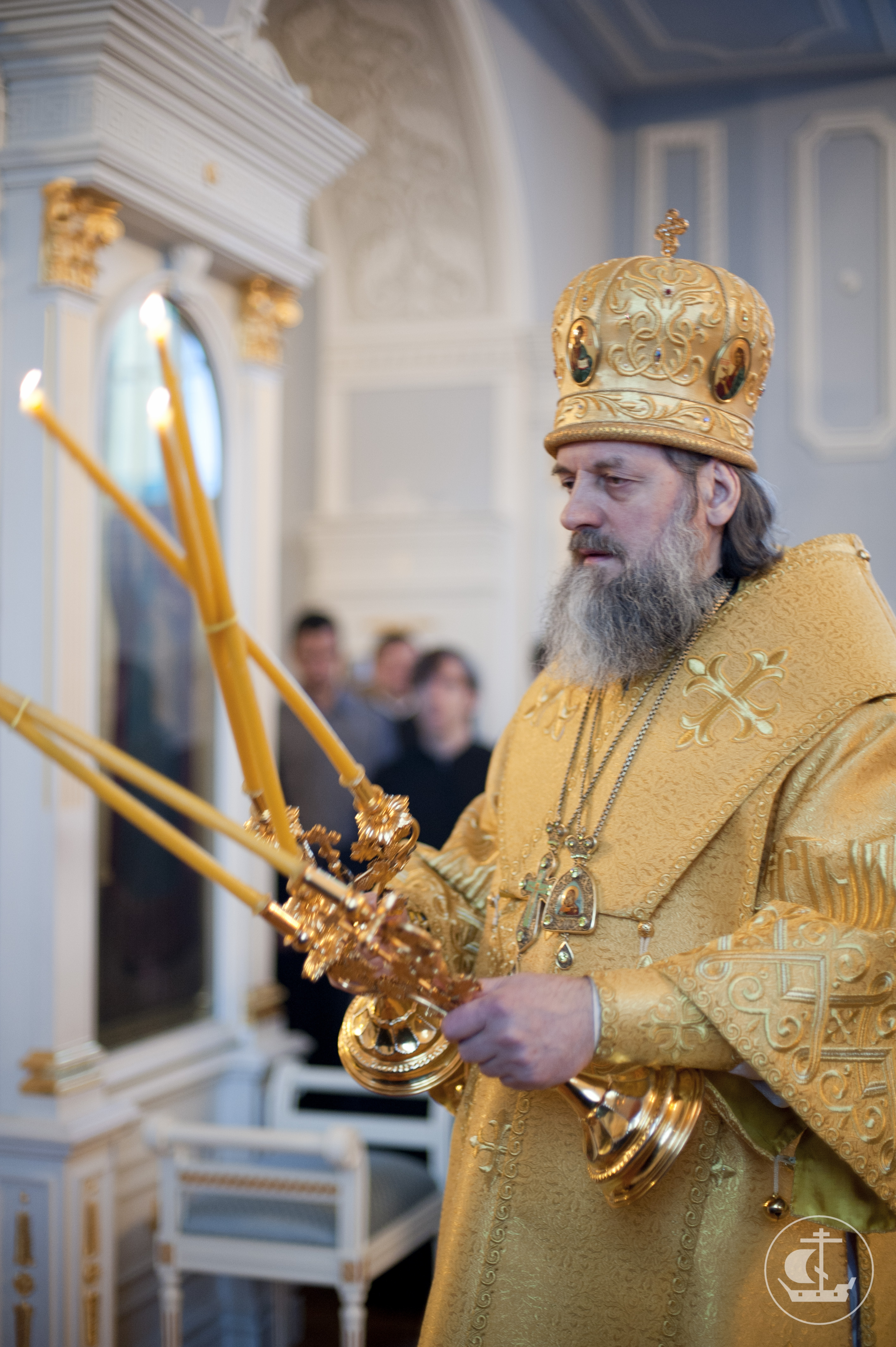
Metropolita Inocêncio

A diocese está dividida em 5 decanatos:
- Vilenskoe;
- Distrito de Vilna;
- Kaunas;
- Klaipeda;
- Visaginskoe.

Em 1º de janeiro de 2005, haviam 50 paróquias, dois mosteiros (o masculino do Espírito Santo e o feminino de Santa Maria Madalena, Igual aos Apóstolos). O serviço na diocese é realizado por 39 clérigos.
A catedral é a Catedral da Assunção da Virgem Maria (Prechistenski) em Vilnius.
Desde 24 de dezembro de 2010, o primaz é o Metropolita (até 20 de novembro de 2016, Arcebispo) de Vilna e Lituânia, Inocêncio (Vasiliev).

## Primazes
- José (Semashko) (1839 - 1868);
- Macário (Bulgakov) (1868 - 1879);
- Alexandre (Dobrinin) (1879 - 1885);
- Aleixo (Lavrov-Platonov) (1885 - 1890);
- Donato (Babinski-Sokolov) (1890 - 1894);
- Jerônimo (Ekzemplarski) (1894 - 1898);
- Juvenal (Polovtsev) (1898 - 1904);
- Nicandro (Molchanov) (1904 - 1910);
- Agafângelo (Preobrazhenski) (1910 - 1913);
- Ticônio (Bellavin) (1913 - 1917);
- Eleutério (Bogoiavlenski) (1917 - 1940) - Até 1921, administrador temporário;
- Sérgio (Voskresenski) (1941 - 1944);
  - Daniel(Yuzviuk) (1944) - Bispo de Kovno, Vigário da Diocese da Lituânia;
  - Basilio (Ratmirov) (1945) - Arcebispo de Minsk e Bielorrússia, administrador temporário;
- Cornélio (Popov) (1945 - 1948);
- Fócio (Topiro) (1948 - 1951);
  - Filareto (Lebedev) (1952 - 1955) - Arcebispo de Riga e Letônia, administrador temporário;
- Aleixo (Dekhterev) (1955 - 1959);
- Romano (Tang) (1959 - 1963);
- Antônio (Varzhanski) (1963 - 1971);
- Ermogeno (Orekhov) (1971 - 1972);
- Anatólio (Kuznetsov) (1972 - 1974);
- Germano (Timofeev) (1974 - 1978);
- Vitorino (Beliaev) (1978 - 1989);
- Antônio (Cheremisov) (1989 - 1990);
- Crisóstomo (Martishkin) (1990 - 2010);
- Inocêncio (Vasiliev) (2010-atualmente).[2][17][18]